# Orthotrichales
Orthotrichales, red pravih mahovina. Podijeljen nekada na pet porodica s preko 900 priznatih vrsta, danas je jedina porodica u njemu Orthotrichaceae. Ime je dobio po rodu Orthotrichum.

## Porodice nekada uključivane u red
1. Erpodiaceae Broth., pripada redu Dicranales[2]
2. Helicophyllaceae Broth., red Hedwigiales[3]
3. Microtheciellaceae H.A. Mill. & A.J. Harr., red Hypnales[4]
4. Rhachitheciaceae H. Rob., red Dicranales[5]